# پرپیشابی
افزایش تشکیل و ترشح ادرار را پُرپیشابی یا دیورز (انگلیسی: Diuresis) می‌گویند.
پرپیشابی افزایش ادرار و فرایند فیزیولوژیکی است که چنین افزایشی را ایجاد می‌کند. این شامل تولید ادرار اضافی در کلیه‌ها به عنوان بخشی از حفظ هم ایستایی (هومئوستاز) بدن از تعادل مایعات است.